# Treinbeweging
Een treinbeweging is een doelbewuste beweging van een trein, van beginpunt tot eindpunt. Een treinbeweging is opgenomen in een dienstregeling, waarin is aangegeven uit welk materieel een trein bestaat en wie er als personeel in de trein aanwezig is.
Naast treinbewegingen zijn er rangeerbewegingen, bijvoorbeeld bij het combineren van treinen, het aankoppelen van rijtuigen of goederenwagens, het plaatsen van een of enkele goederenwagons bij een los- en laadplaats, of het in- of uitrijden van een was- of werkplaats.
In België wordt onderscheid gemaakt tussen grote en kleine (trein)bewegingen. Een 'grote treinbeweging' komt overeen met het Nederlandse begrip treinbeweging. Een 'kleine treinbeweging' komt globaal overeen met een rangeerbeweging waarbij ook van de vrije baan gebruik gemaakt kan worden. Op de vrije baan moet de treinbestuurder er rekening mee houden, dat hij voor het eerstvolgende sein moet kunnen stoppen. Belgische spoorwegseinen kunnen een specifiek seinbeeld voor kleine treinbewegingen tonen.